# Jo Stolz
Jakob Josef Stolz, genannt „Jo“ (* 21. August 1923 in Erp; † 4. September 2014 in Bedburg) war ein deutscher Kunstmaler.

## Leben und Wirken
Die Vorfahren von Stolz waren Landwirte und Musiker aus Erp und Umgebung, mütterlicherseits auch aus Luxemburg. Aufgewachsen als Sohn eines Landwirtes, begeisterte er sich schon im Kindesalter für Musik und Malerei. Seine Großeltern mütterlicherseits, Barbara und Lorenz Faßbender waren Musiker und unterstützten sein Vorhaben, Kunst zu studieren. Da er nach dem Wunsch seiner Eltern Architekt werden sollte, absolvierte er zunächst eine Maurerlehre. Ab 1940 besuchte Stolz die Kölner Werkschulen und wurde dort unter anderem von den Professoren Eberhard Schulz und Emil Flecken unterrichtet.
Stolz wurde während des Zweiten Weltkriegs im Mai 1942 als Soldat eingezogen. Bei seinem Einsatz in Tunesien geriet er in Kriegsgefangenschaft. Es folgten 4 Jahre Kriegsgefangenschaft, drei Jahre in Amerika und ein Jahr in Schottland.
1947 nahm Stolz das Studium an den Kölner Werkschulen wieder auf, unter anderem bei Anton Wolff und Otto Gerster. Ab 1949 war er aktives Mitglied im Berufsverband bildender Künstler. Ende der 1940er und Anfang der 1950er Jahre folgten Ausstellungen mit den damals sogenannten „Kölner Künstlern“ im Hahnentor in Köln und in Düsseldorf (Kunsthalle und Ehrenhof).
Ab Mitte der 1960er Jahre war er als Lehrer für „Zeichnen und Malen“ an der Volkshochschule Erftstadt tätig. In dieser Zeit lernte er seine Frau Marie-Yvonne kennen, die er 1966 heiratete. Aus der Ehe stammen ein Sohn und eine Tochter. In den 1970er Jahren entstand darüber hinaus seine „Sommerakademie“, in welcher zahlreiche Erwachsene im Laufe der Jahre Privatunterricht in seinem Atelier in Erp erhielten.
1984 fand eine große Solo-Ausstellung im Kreishaus in Hürth statt. Danach zog sich Stolz aus eigenem Wunsch etwas aus der Öffentlichkeit zurück. 2008 wurde er mit einer Sonder-Ausstellung anlässlich seines 85. Geburtstages im Schaufenster Erftstadt bedacht.
Jo Stolz lebte zuletzt in einem Pflegeheim in Bedburg. Er starb 2014 im Alter von 91 Jahren und wurde auf dem Friedhof in Erp beigesetzt.